# Minka
Minka Hebing (geboren in Eindhoven) is een Nederlandse zangeres die bekend is onder de naam MINKA.
Hebing volgde een opleiding aan ArtEZ Conservatorium (2015). Haar muziek kan worden ingedeeld in het genre electropop. De Nederlandstalige teksten gaan voornamelijk over het dagelijkse leven.
In 2021 speelde ze o.a. in het voorprogramma van Anneke van Giersbergen en op het Bevrijdingsfestival Overijssel. Ook werd ze dat jaar uitgeroepen tot Cultuurtalent Overijssel. In 2022 bracht ze haar debuutalbum "Link" uit.

## Discografie
| Single met eventuele hitnotering(en) in de Nederlandse Top 40 | Datum van verschijnen | Datum van binnenkomst | Hoogste positie | Aantal weken | Opmerkingen |
| ------------------------------------------------------------- | --------------------- | --------------------- | --------------- | ------------ | ----------- |
| Zomertijd                                                     | 12-06-2020            | -                     | -               | -            |             |
| Wandelen Wandelen (Whoop!)                                    | 23-10-2020            | -                     | -               | -            |             |
| Sorry                                                         | 20-12-2020            | -                     | -               | -            |             |
| Linkervoet Rechtervoet                                        | 23-04-2021            | -                     | -               | -            |             |
| Pak Me Vast                                                   | 06-08-2021            | -                     | -               | -            |             |
| SSEXM                                                         | 29-10-2021            | -                     | -               | -            |             |

| Album met eventuele hitnotering(en) in de Nederlandse Album Top 100 | Datum van verschijnen | Datum van binnenkomst | Hoogste positie | Aantal weken | Opmerkingen |
| ------------------------------------------------------------------- | --------------------- | --------------------- | --------------- | ------------ | ----------- |
| Link                                                                | 13-05-2022            | -                     | -               | -            |             |